# 센텀 리더스 마크
센텀 리더스 마크(영어: Centum Leaders Mark)는 대한민국 부산광역시 해운대구 우동에 위치한 오피스텔이다. 용도는 오피스텔이고 높이는 200m이고 지상 44층, 지하 5층으로 구성되어 있고 대우건설이 개발했다. 2005년에 착공하였고 2008년에 완공된 빌딩이다.

## 역사
2002년부터 사업이 시작되었다. 2005년 6월 오피스텔 분양이 시작되었고 착공하였다. 2007년 준공을 앞두고 특별 분양에 나섰다. 분양가는 700만원대다. 2008년 9월에 완공하였다. 완공 후 부산광역시에서 가장 높은 오피스텔이 되었다. 2009년 3월 31일 경남은행 센텀시티점 개점하였다. 2021년 전용면적 103.2m2 1년새 3.9억원이다.

## 높이
완공 당시 부산광역시에서 가장 높은 오피스텔이 되었다. 현재 부산광역시에서 가장 높은 오피스텔이다. 여기서 오피스텔은 주거형 오피스텔과 달리 업무용 오피스텔이다. 2008년에 완공된 지상 44층, 200m짜리 오피스텔 건물에는 사무실이 있다.

## 특징
업무용 오피스텔 건물이 맞다. 주거형 오피스텔과 달리 비즈니스 업무형 오피스텔이다. 사무실 용도의 업무시설으로 사용하고 있다. 법인들의 사무실들이 있다. 업무시설 공급이 부족한 센텀시티에서 업무형 오피스텔을 건설했다. 바다 조망권이 가능한 수익형 업무시설 건물이다. 난방은 중앙난방, 도시가스다. 총 주차대수는 548대(세대당 2.05대)다.

## 면적
- 용도 : 오피스텔(업무시설)

| 분양면적 | 전용면적 |
| -------- | -------- |
| 33평형   | 15.60평  |
| 37평형   | 17.75평  |
| 41평형   | 19.46평  |
| 50평형   | 23.95평  |
| 66평형   | 31.21평  |
| 70평형   | 33.36평  |

## 내부 시설
다음은 센텀 리더스 마크의 내부 시설이다.
| 층수                | 시설 |
| ------------------- | --- |
| 11층 ~ 44층         | 오피스텔(업무시설) "총 264실 (33평형, 37평형, 41평형, 50평형, 66평형, 70평형)"                                        |
| 4층 ~ 10층          | 메디컬센터 (미소래MBG) "첨단 여성의학센터, 종합검진센터. 치과, 내과등 집객의료시설 및 부대시설(스파 및 휘트니스센터)" |
| 1층 ~ 3층           | 근린생활시설, 공용현관, 경남은행, 약국, 사무용품 전문점, 편의점, 부동산, 패스트푸드, 테이크아웃점, 푸드코트 등        |
| 지하 5층 ~ 지하 1층 | 지하주차장 |

## 대중문화
- KBS 드라마 해운대 연인들에 나온다.
- 2019년 웹툰 캉타우에 나온다.

## 갤러리

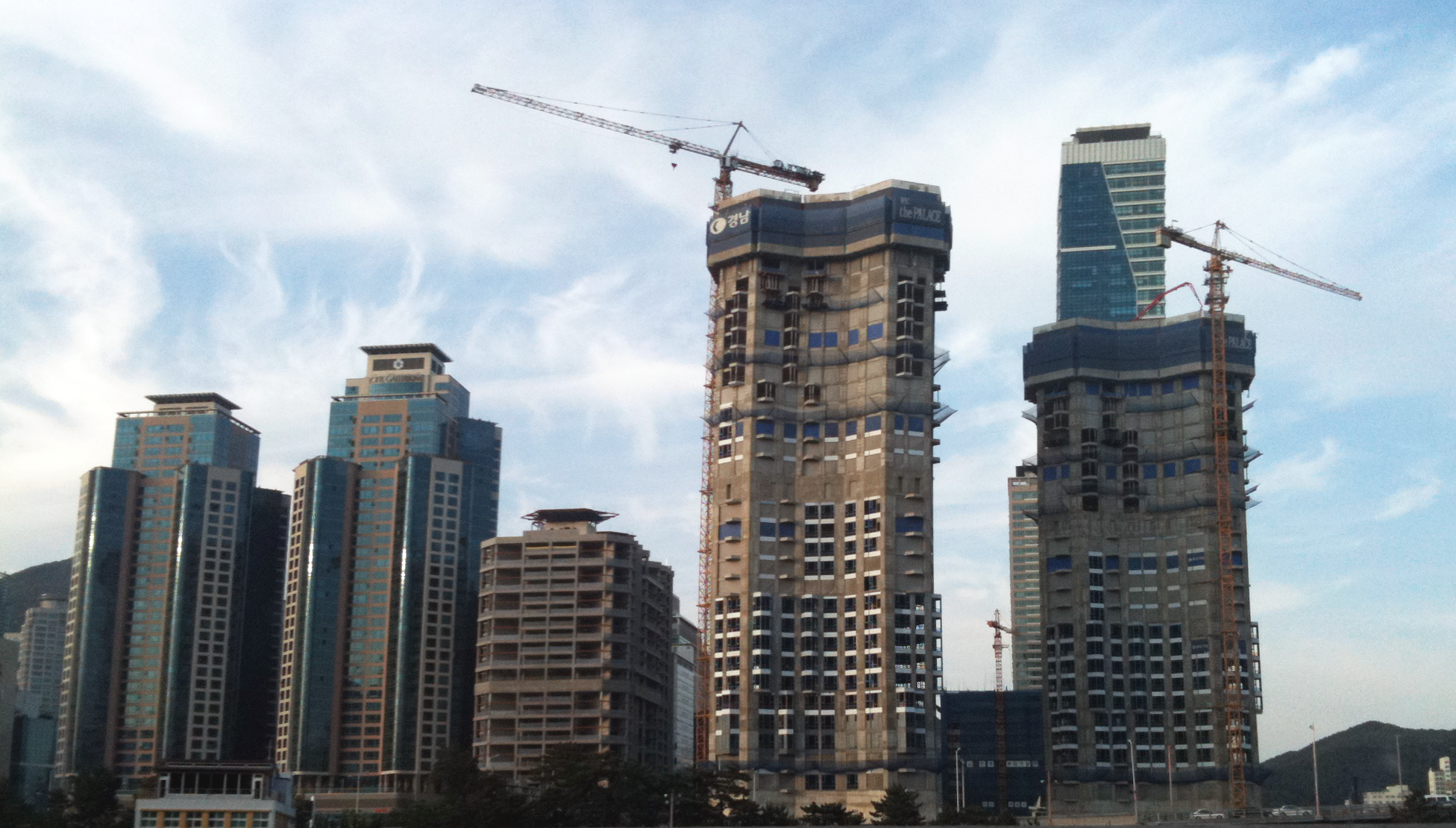
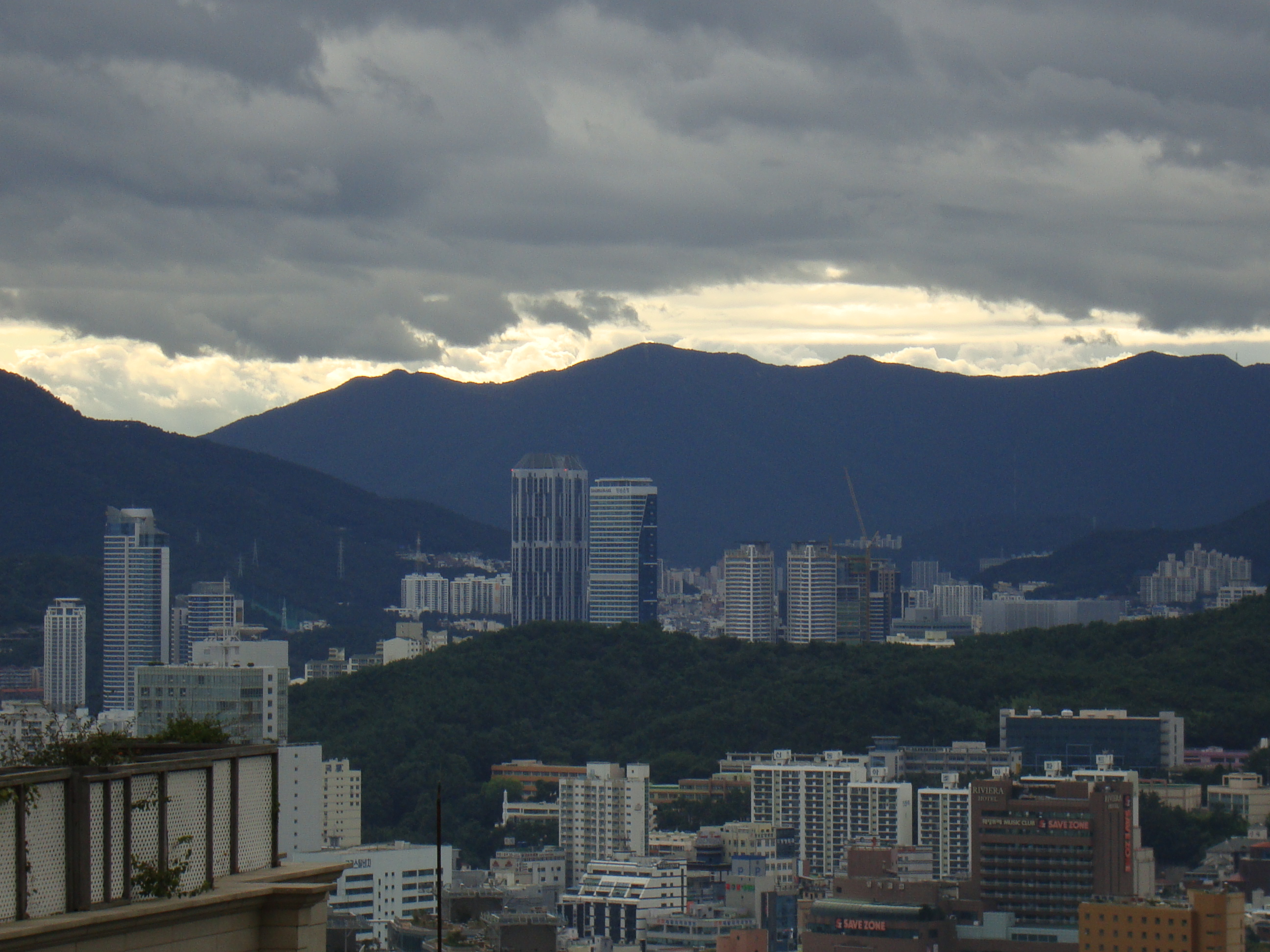
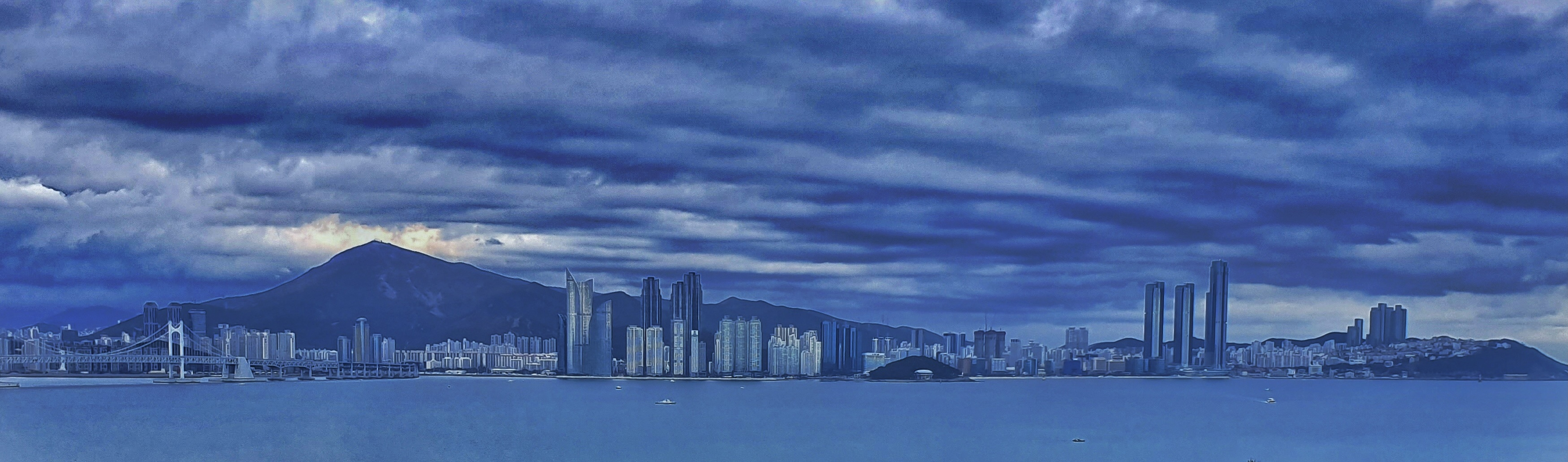
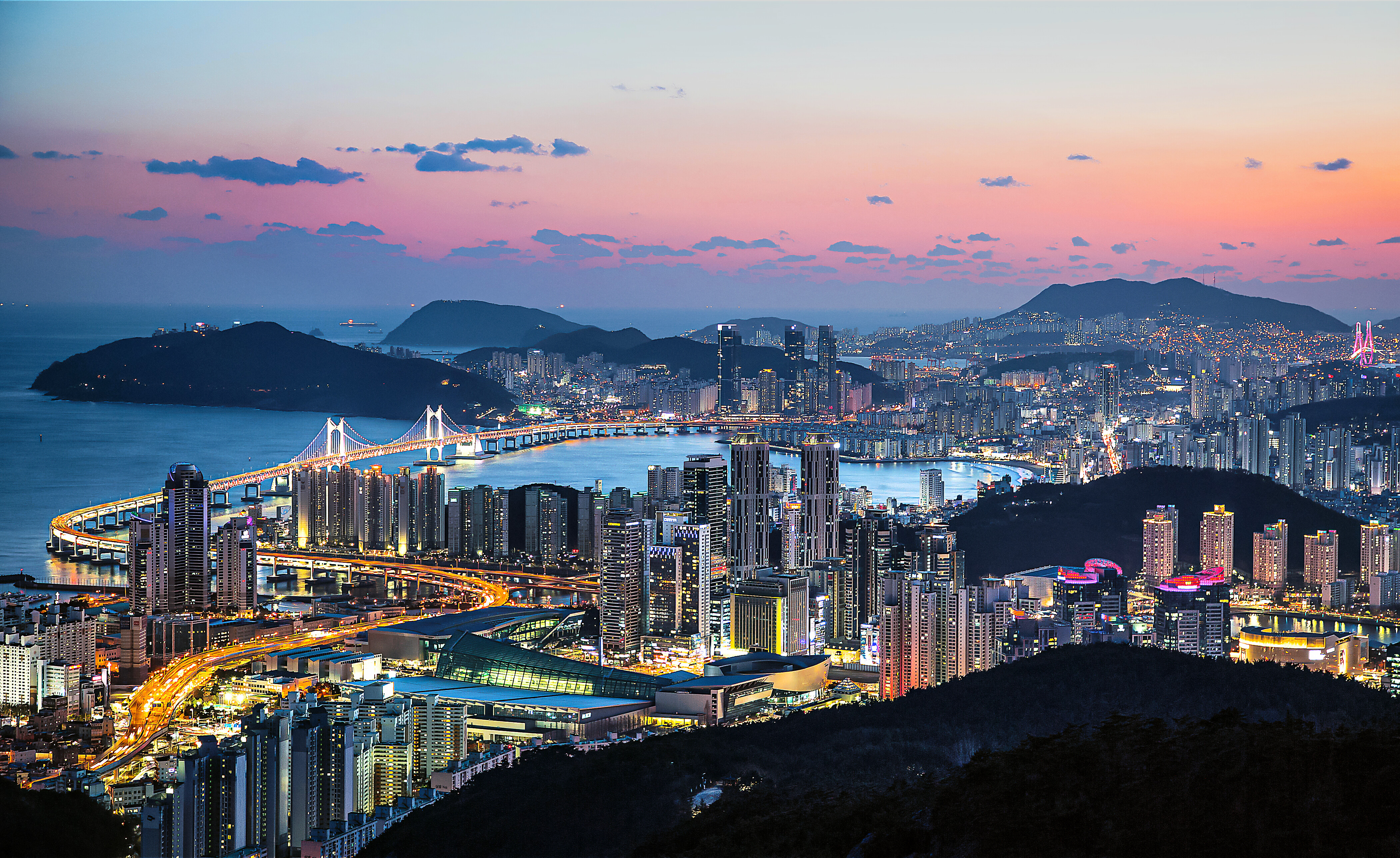
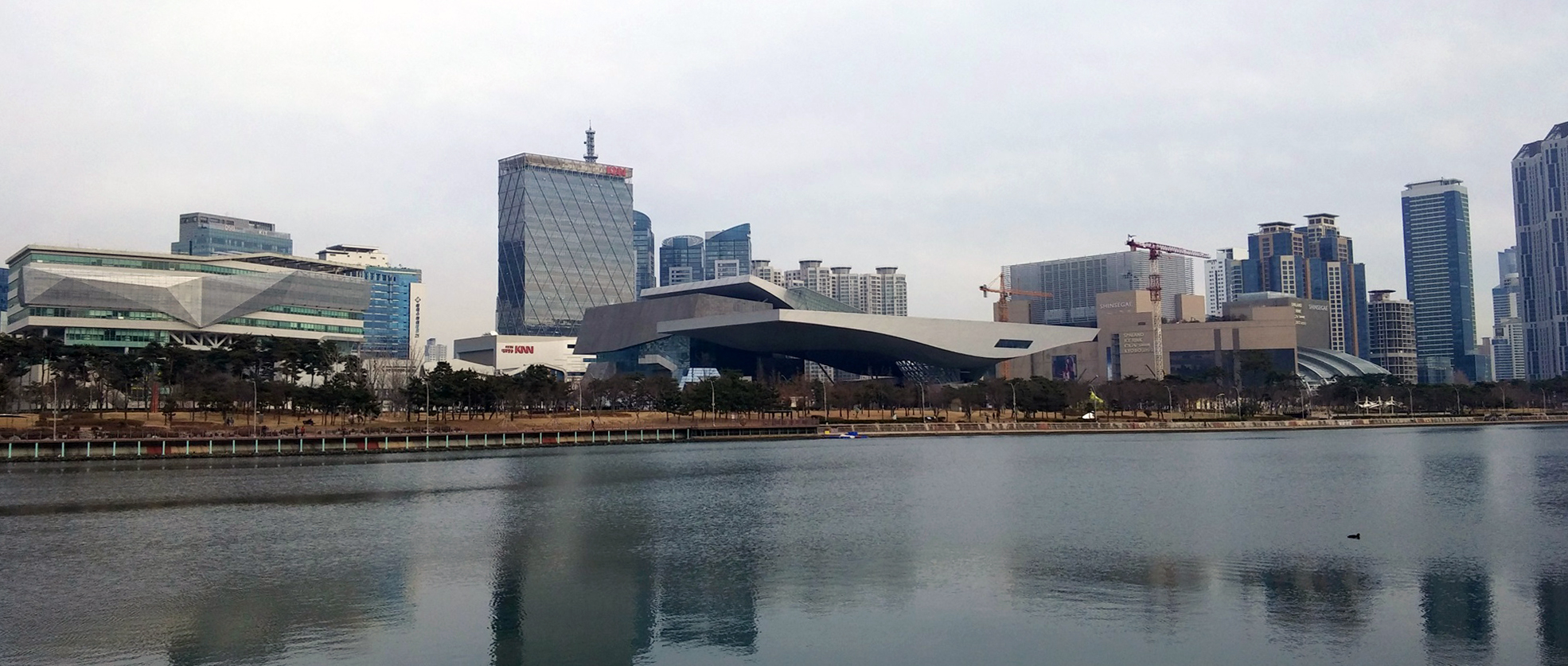

## 같이 보기
- 대한민국의 마천루 목록
- 부산광역시의 마천루 목록